# Zamach w Khan el-Khalili (2009)

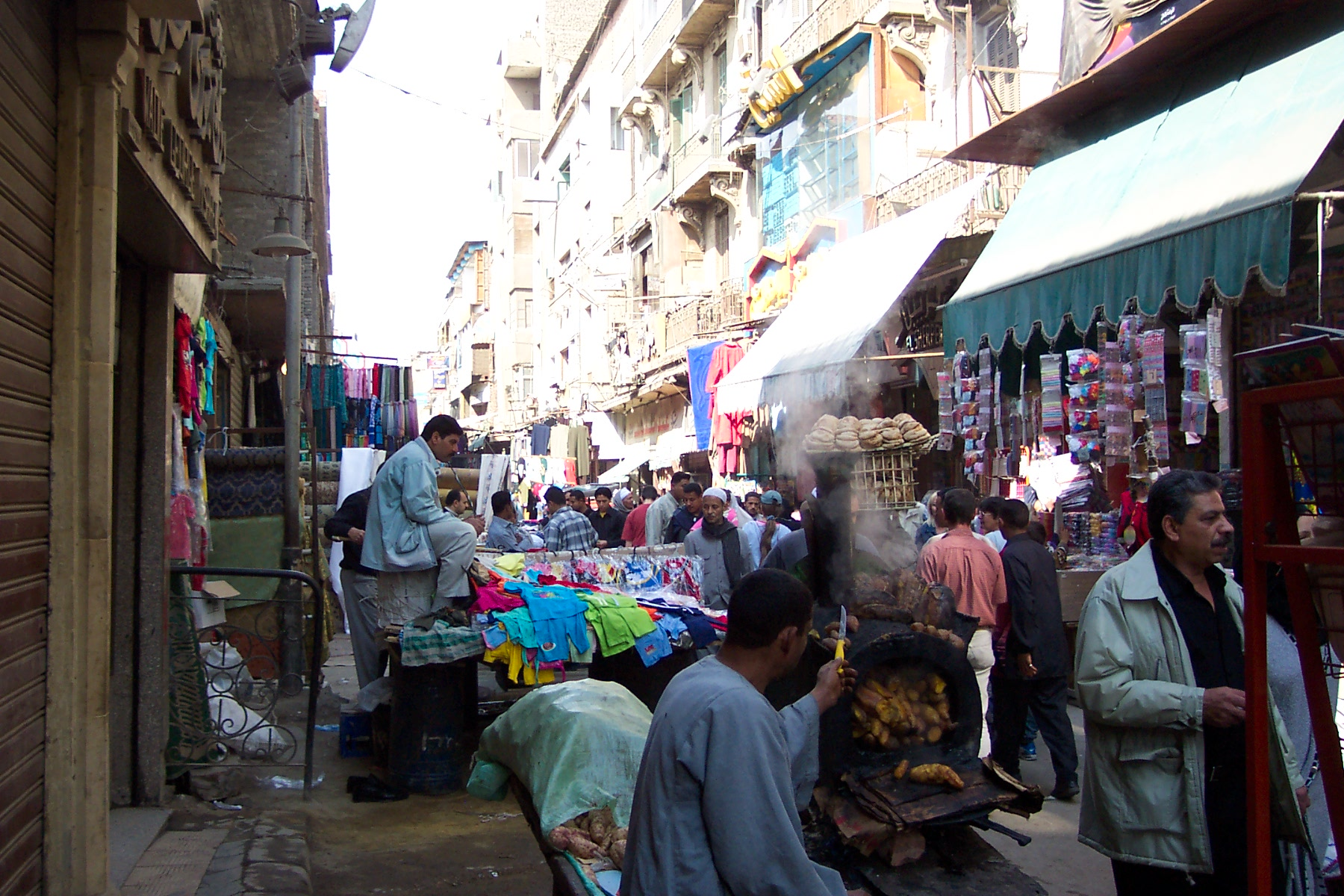
Khan el-Khalili

Zamach bombowy w Khan el-Khalili w 2009 miał miejsce 22 lutego 2009 w Khan el-Khalili, suku we wschodniej części Kairu, w Egipcie. Wybuch bomby zabił jedną osobę, ranił 24 inne.

## Szczegóły ataku
Atak miał miejsce tuż po zmroku, z przodu zatłoczonej kawiarni, gdzie ludzie gromadzili się, by oglądać w telewizji mecz piłki nożnej. Pojawiły się sprzeczne doniesienia, według których bomba została wyrzucona z balkonu lub motocykla, jednak urzędnicy bezpieczeństwa poinformowali, że bomba wybuchła pod ławką w ogrodzie, na placu. Drugi ładunek nie eksplodował i został rozbrojony. 17-letnia francuska dziewczyna, która była na wycieczce turystycznej z grupą 54 nastolatków z Levallois-Perret pod Paryżem, została zabita. Siedemnaście osób z Francji, jedna z Niemiec i trzy z Arabii Saudyjskiej, jak również trzech Egipcjan zostało rannych. Pierwsze raporty sugerują, że ładunki wybuchowe były "prowizoryczne".